# Соудертон (Пенсільванія)
Соудертон (англ. Souderton) — місто (англ. borough) в США, в окрузі Монтгомері штату Пенсільванія. Населення — 7191 особа (2020).

## Географія
Соудертон розташований за координатами 40°18′40″ пн. ш. 75°19′20″ зх. д. / 40.31111° пн. ш. 75.32222° зх. д. (40.311002, -75.322351).  За даними Бюро перепису населення США в 2010 році місто мало площу 2,90 км², уся площа — суходіл.

## Демографія
Згідно з переписом 2010 року, у селищі мешкало 6618 осіб у 2641 домогосподарстві у складі 1747 родин. Густота населення становила 2279 осіб/км².  Було 2756 помешкань (949/км²).
Расовий склад населення:
| - 85,6 % — білих - 4,7 % — азіатів - 2,5 % — чорних або афроамериканців - 0,3 % — корінних американців - 4,3 % — осіб інших рас |

До двох чи більше рас належало 2,6 %. Частка іспаномовних становила 11,5 % від усіх жителів.
За віковим діапазоном населення розподілялося таким чином: 23,3 % — особи молодші 18 років, 64,1 % — особи у віці 18—64 років, 12,6 % — особи у віці 65 років та старші. Медіана віку мешканця становила 36,8 року. На 100 осіб жіночої статі у селищі припадало 97,2 чоловіків;  на 100 жінок у віці від 18 років та старших — 95,8 чоловіків також старших 18 років.
Середній дохід на одне домашнє господарство  становив 74 486 доларів США (медіана — 66 007), а середній дохід на одну сім'ю — 89 340 доларів (медіана — 78 250). Медіана доходів становила 50 386 доларів для чоловіків та 36 311 долар для жінок. За межею бідності перебувало 4,9 % осіб, у тому числі 1,9 % дітей у віці до 18 років та 5,5 % осіб у віці 65 років та старших.
Цивільне працевлаштоване населення становило 3778 осіб. Основні галузі зайнятості: освіта, охорона здоров'я та соціальна допомога — 21,9 %, виробництво — 18,1 %, роздрібна торгівля — 11,2 %, науковці, спеціалісти, менеджери — 8,3 %.